# كراش تاج تيم ريسينغ
كراش تاج تيم راسينغ (بالإنجليزية: Crash Tag Team Racing)‏ هي لعبة منصات وسباقات كارت ومركبات قتالية صدرت في 2005. وهي متوفرة على أجهزة بلاي ستيشن 2 وبلاي ستيشن بورتبل ونينتندو غيم كيوب وإكس بوكس .

## وصلات خارجية
- الموقع الرسمي
- كراش تاج تيم ريسينغ على موقع IMDb (الإنجليزية)